# Bezpečnostní rada Nizozemska

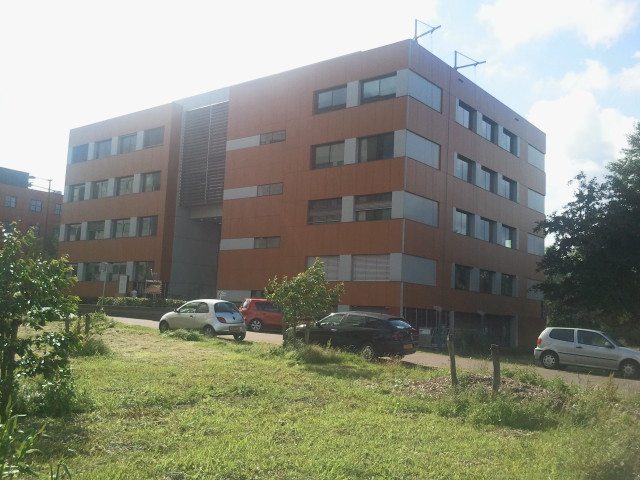
Sídlo Bezpečnostní rady Nizozemska

Bezpečnostní rada Nizozemska (DSB, nizozemsky Onderzoeksraad voor Veiligheid, OVV, doslovně "Vyšetřovací rada pro bezpečnost") je organizace se sídlem v nizozemském Haagu.
Prvním předsedou byl Pieter van Vollenhoven až do února 2011. Současným předsedou je Tjibbe Joustra.
Od roku 2012 aktivně vyšetřuje nehody a mimořádné události související s letectvím, stavebnictvím a službami, krizovým řízením a poskytováním pomoci, s obranou, průmyslem a sítěmi, potrubími, železniční i námořní dopravou a vodou. Národní úřad pro vyšetřování leteckých nehod Ukrajiny (NBAAI) požádal, aby se DSB zúčastnilo mezinárodního vyšetřování havárie letu Malaysia Airlines 17; DSB obdržela formální oznámení o nehodě z NBAAI dne 18. července 2014. NBAAI delegoval šetření na DSB z důvodu velkého počtu nizozemských cestujících a skutečnosti, že let odstartoval v Amsterdamu.